# 青岛董家口港区
青岛董家口港区（简称董家口港）是青岛港的一個港区，位於中华人民共和国山东省青岛市海岸线的最南端。港区由琅琊湾作业区、董家口嘴作业区、预留棋子湾作业区、预留胡家山作业区等四部分组成，其中琅琊湾作业区为主作业区。